# Phosphure de cadmium
Le phosphure de cadmium (Cd3P2) est un composé chimique inorganique. C'est un solide gris ou blanc bleuté semi-conducteur avec une largeur de bande interdite de 0,5 eV. Il possède des applications comme pesticide, matériau pour diodes laser et pour l'électronique haute puissance et haute fréquence.

## Synthèse et réactions
Le phosphure de cadmium peut être préparé par la réaction du cadmium avec le phosphore :
6 Cd  +  P4   →  2 Cd3P2

## Structure
Le Cd3P2 a une structure cristalline tétragonale à température ambiante.
La structure cristalline du phosphure de cadmium est très similaire à celle du phosphure de zinc (Zn3P2), de l'arséniure de cadmium (Cd3As2) et de l'arséniure de zinc (Zn3As2). Ces composés du système quaternaire Zn-Cd-P-As (en) forment une solution solide continue totale.

## Applications
Au cours de la dernière décennie, l'intérêt pour le phosphure de cadmium en tant que source d'émission rapide dans le proche infrarouge s'est accru à cause du développement de boîtes quantiques en phosphure de cadmium. La bibliographie a montré que ces boîtes quantiques possèdent une émission accordable entre 700 nm et 1500 nm,. Un article récent a étudié l'effet de la passivation de surface sur ces boîtes quantiques et a montré que les boîtes quantiques au phosphure de cadmium pouvaient avoir un temps de relaxation intrinsèque en bord de bande inférieur à 100 ns.

## Sécurité
Comme les autres phosphures de métal, il est extrêmement toxique lorsqu'il est avalé à cause de la formation de gaz phosphine quand il réagit avec les acides gastriques. Il est également cancérogène et dangereux pour la peau, les yeux et d'autres organes, en grande partie à cause de l'empoisonnement au cadmium.